# 成就院 (横浜市)
成就院（じょうじゅいん）は、神奈川県横浜市港南区笹下にある真宗高田派の寺院。山号は梅花山（ばいかざん）。

## 概要
正確な創建年代は不明。もとは法相宗寺院で曲田山上行寺といったが、1214年（建保2年）、当時の住僧・祐玄法印が親鸞に師事し浄土真宗に改宗した。その後、15世紀に浄土真宗本願寺派8世蓮如より「成就坊」の坊号を附与され、江戸時代前期には本願寺派13世良如より「梅花山」の山号を贈られ梅花山成就坊と称した（『新編武蔵風土記稿』巻之八十・久良岐郡之八）。
1849年（嘉永2年）の火災で本堂や多くの寺宝が焼失し一時衰退するが、1890年（明治23年）に第23代花園硯城が再建した。1954年（昭和29年）より現在の「成就院」を称した。
2014年（平成26年）には、祐玄法師の改宗から800年にあたり、本堂を再々建した。
また成就院のある高台は、かつては小田原後北条氏配下の武将・間宮康俊らの居城笹下城であったとされ、当寺の山門は近世に間宮氏陣屋門を移築したものと伝わる。
境内の樹齢約700年のマキ（槙）は1849年（嘉永2年）の火災で片側が焼けたために「片身の槙」と呼ばれる。